# Seat 1200 Sport Coupé
Das Seat 1200 Sport Coupé ist ein zweitüriges Coupé der unteren Mittelklasse. Er war das erste  von Seat selbst entwickelte Modell. Seat hatte bis dahin nur Fiat-Konstruktionen in Lizenz gebaut.  

## Geschichte

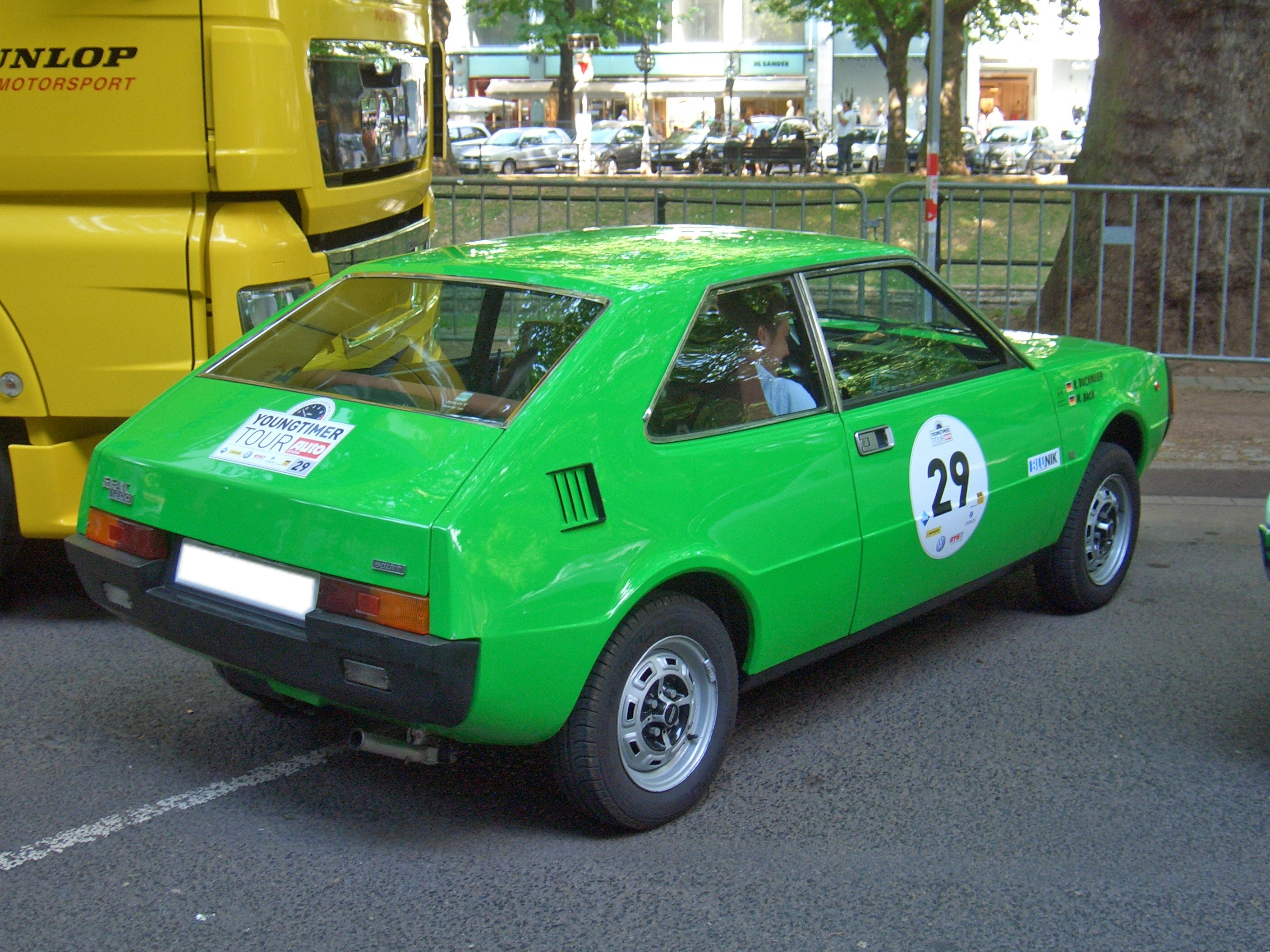
Heckansicht

Bei seiner Markteinführung im Frühjahr 1975 erhielt er den Vierzylinder-Reihenmotor des Seat 124 mit einem Hubraum von 1197 cm³ vorn quer eingebaut. Die Leistung wurde mit einem Doppelvergaser auf 49 kW (67 PS) angehoben. Damit lief der 2+2-Sitzer bis zu 160 km/h schnell. 
Das 1200 Sportcoupé war deutlich kleiner als das fünf Jahre zuvor erschienene Seat 124 Sport-Coupé. Die Karosserie hatte das Turiner Designstudio Sessano Associates entworfen; sie ging auf die für NSU entwickelte und bei Eurostyle gebaute Studie NSU Nergal zurück. Das Fahrzeug hatte stets eine  schwarze Kunststofffront, die Scheinwerfer und Kühlergrill einrahmte und die für den Spitznamen „Bocanegra“ („schwarzer Mund“) in Spanien verantwortlich war. Für die erste Serie des 1200 Sport wurde die Plattform (Bodengruppe, Getriebe, Fahrwerk) des Fiat 127 verwendet. 
Der Antrieb der seitlichen Nockenwelle der Fiat-124-Motoren über Steuerkette wurde von Seat auf Zahnriemen umgestellt.
1977 erschien das Seat 1430 Sport Coupé mit gleicher Karosserie, aber Bodengruppe, Fahrwerk und Getriebe vom Fiat 128. Der Motor des Seat 1430 mit 1438 cm³ hatte nun einen Registervergaser und 56,5 kW (77 PS).
Die gleiche Kombination aus Motor und Getriebe wurde im Seat 128 und im Seat Ronda verwendet. Der Kofferraum ließ sich per Seilzug vom Fahrersitz aus öffnen.
Das 1430 Sport Cóupé wurde als erstes Seat-Modell vom Importeur Walter Hagen nach Deutschland eingeführt.
Anfang 1980 wurde die Produktion beider Fahrzeuge, die europaweit nur mäßigen Erfolg hatten, ohne Nachfolger eingestellt.
Als Nachfolgemodell wurde das Konzeptfahrzeug Seat Bocanegra 2010 auf Basis des Seat Ibiza der 4. Generation in 1000 Exemplaren gebaut.
| Seat                          | 1200 Sport                                                       | 1430 Sport                                                       |
| ----------------------------- | ---------------------------------------------------------------- | ---------------------------------------------------------------- |
| Motor:                        | 4-Zylinder-Reihenmotor (Viertakt), vorne quer                    | 4-Zylinder-Reihenmotor (Viertakt), vorne quer                    |
| Hubraum:                      | 1197 cm³                                                         | 1438 cm³                                                         |
| Bohrung × Hub:                | 73 × 71,5 mm                                                     | 80 × 71,5 mm                                                     |
| Leistung bei 1/min:           | 49,5 kW (67 PS) bei 5600                                         | 56,5 kW (77 PS) bei 5400                                         |
| Max. Drehmoment bei 1/min:    | 90 Nm bei 3700                                                   | 111 Nm bei 3400                                                  |
| Verdichtung:                  | 8,8:1                                                            | 9,0:1                                                            |
| Gemischaufbereitung:          | 1 Fallstrom-Doppelvergaser / 1 Fallstrom-Registervergaser (1430) | 1 Fallstrom-Doppelvergaser / 1 Fallstrom-Registervergaser (1430) |
| Ventilsteuerung:              | seitliche Nockenwelle, Antrieb über Zahnriemen                   | seitliche Nockenwelle, Antrieb über Zahnriemen                   |
| Kühlung:                      | Wasserkühlung                                                    | Wasserkühlung                                                    |
| Getriebe:                     | 4-Gang-Getriebe Frontantrieb                                     | 4-Gang-Getriebe Frontantrieb                                     |
| Radaufhängung vorn:           | MacPherson-Federbeine, untere Querlenker, Stabilisator           | MacPherson-Federbeine, untere Querlenker, Stabilisator           |
| Radaufhängung hinten:         | trapezförmige Querlenker, Dämpferbeine, eine Querblattfeder      | trapezförmige Querlenker, Dämpferbeine, eine Querblattfeder      |
| Bremsen:                      | Scheibenbremsen vorne (Durchmesser 227 mm), Trommeln hinten      | Scheibenbremsen vorne (Durchmesser 227 mm), Trommeln hinten      |
| Lenkung:                      | Zahnstangenlenkung                                               | Zahnstangenlenkung                                               |
| Karosserie:                   | Stahlblech, selbsttragend                                        | Stahlblech, selbsttragend                                        |
| Spurweite vorn/hinten:        | 1310/1325 mm                                                     | 1310/1325 mm                                                     |
| Radstand:                     | 2225 mm                                                          | 2225 mm                                                          |
| Abmessungen:                  | 3665 × 1555 × 1250 mm                                            | 3665 × 1555 × 1250 mm                                            |
| Leergewicht:                  | 805 kg                                                           | 815 kg                                                           |
| Höchstgeschwindigkeit (Werk): | 160+ km/h                                                        | 165 km/h                                                         |
| 0–100 km/h (Werk):            | 14,5 s                                                           | n.a.                                                             |
| Verbrauch (L/100 km):         | nicht angegeben                                                  | nicht angegeben                                                  |